# Op-ed

Une op-ed (abréviation en anglais américain op-ed page, c'est-à-dire « page opposite the editorial page » : « page en regard de la page éditoriale ») est une page de journal destinée à accueillir les articles d'opinion (op-ed articles ou op-ed pieces) de personnes qui n'entretiennent pas habituellement de liens avec le comité de rédaction du journal. Au contraire de l'éditorial, l'article d'opinion est signé par l'auteur. 

## Histoire
L'ancêtre de l’op-ed moderne fut créé en 1921 par Herbert Bayard Swope du New York Evening World. Quand il  prit le poste d'éditorialiste en 1920, il remarqua que la page en face de l'éditorial était le plus souvent « un fourre-tout pour les critiques de livres, les mondanités et les nécrologies  ». Il aurait écrit :

« Il m'est venu à l'esprit que rien n'est plus intéressant qu'une opinion quand une opinion est intéressante, j'ai dès lors mis en place un système pour libérer la page en regard de l'éditorial, qui devint ainsi la page la plus importante aux États-Unis ; dès lors, j'ai décidé d'imprimer des opinions en ignorant les faits »

— in K. Meyer, Pundits, poets, and wits, 1990, XXXVII.
À partir des années 1930, la radio commença à concurrencer les médias écrits, qui subirent également la concurrence de la télévision plus tard. Les principaux journaux, dont The New York Times et The Washington Post, répliquèrent en ajoutant plus d'articles subjectifs et d'opinions qui firent croître la section op-ed. À l'époque, Swope ne faisait imprimer que des opinions d'employés du journal. Le premier op-ed moderne faisant appel à des collaborateurs externes au journal, apparut dans les années 1970 dans The New York Times sous la direction de l'éditorialiste John B. Oakes.
Des inquiétudes sont aussi apparues car il est de plus en plus difficile pour les lecteurs de déterminer quels sont les liens qui existent entre le comité éditorial et les collaborateurs, certains pouvant par exemple être à l'emploi d'un important annonceur. Dans une lettre au New York Times, l'absence d'une déclaration claire des conflits d'intérêts dans les op-ed a fait l'objet d'une critique de la part d'un groupe de journalistes américains qui ont fait campagne pour plus de transparence dans les op-ed,.